# James G. Martin
James Grubbs "Jim" Martin, född 11 december 1935 i Savannah, Georgia, är en amerikansk republikansk politiker. Han var ledamot av USA:s representanthus 1973–1985 och guvernör i North Carolina 1985–1993.
Martin utexaminerades 1957 från Davidson College och avlade 1960 doktorsexamen vid Princeton University. Han var delegat till republikanernas konvent i Miami Beach inför presidentvalet i USA 1968. Fyra år senare blev han invald i representanthuset. Efter sex tvååriga mandatperioder i kongressen beslöt han sig att kandidera i 1984 års guvernörsval. Han lämnade kongressen den 3 januari 1985 och tillträdde två dagar senare som guvernör.
Martin valdes 1988 till en andra mandatperiod som guvernör. I det valet besegrade han sin viceguvernör, demokraten Robert B. Jordan. Martin profilerade sig inom utbildnings- och transportpolitiken. Ett viktigt löfte som infriades 1990 var färdigbyggandet av vägen Interstate 40 från Tennessee till Wilmington.